# Hydrodynamik
Hydrodynamik är en gren inom fysiken och speciellt strömningsmekaniken där man studerar vätskors rörelse, rörelseenergi och masströghet. Är vätskan inte i rörelse eller i så långsam rörelse att rörelseenergin är försumbar talar man istället om hydrostatik. Resterande fluider, det vill säga gaser, omfattas istället av aerodynamiken och aerostatiken.
Av intresse att studera är bland annat fartygs flytkraft och turbulens kring exempelvis fartygsskrov eller i rör.